# Labé
Labé är en prefekturhuvudort i Guinea.   Den ligger i prefekturen Labé och regionen Labé, i den västra delen av landet, 250 km nordost om huvudstaden Conakry. Labé ligger 1 026 meter över havet och antalet invånare är 58 649.